# Gmina Aneby
Gmina Aneby (szw. Aneby kommun) – gmina w Szwecji, w regionie Jönköping, siedzibą jej władz jest Aneby.
Pod względem zaludnienia Aneby jest 262. gminą w Szwecji. Zamieszkuje ją 6624 osób, z czego 49,15% to kobiety (3256) i 50,85% to mężczyźni (3368). W gminie zameldowanych jest 153 cudzoziemców. Na każdy kilometr kwadratowy przypada 12,79 mieszkańca. Pod względem wielkości gmina zajmuje 171. miejsce.